# Leonard Spath
Leonard Frank Spath (* 20. Oktober 1882; † 2. März 1957) war ein britischer Paläontologe am Natural History Museum in London.
Spath studierte Geologie am Birkbeck College der Universität London mit dem Bachelor-Abschluss 1912. Danach war er Kurator am Natural History Museum, wobei er unter anderem zu Feldstudien in Neufundland und Tunesien war. Er lehrte auch am Birkbeck College und erhielt einen D. Sc. der Universität London.
Er schrieb eine Monographie über  die Ammoniten der Trias aus den Sammlungen des Natural History Museum. Daraus entwickelte er eine biochronologische Zeitskala (nach den Methoden von Sydney S. Buckman (1860–1929), der entsprechend für das Jura und seine Ammoniten vorging). Diese orientierte sich an der Evolution der Ammoniten, hatte aber engere Beziehungen zur Stratigraphie als Buckman, baute auf Edmund Mojsisovics von Mojsvár und seiner Schule auf und bezog die Ergebnisse von James Perrin Smith ein. Er galt aber auch als einer der führenden Experten für Ammoniten (und Nautiloiden) der übrigen Epochen des Mesozoikums (Jura, Kreide).
Von ihm stammen über 100 Veröffentlichungen und Monographien (unter anderem zu Ammoniten aus Grönland, Indien, Pakistan und dem Iran).
1945 erhielt er die Lyell-Medaille. 1940 wurde er Fellow der Royal Society.
Das Spathium ist indirekt (via einer Schlucht auf Ellesmere Island) von Edward Timothy Tozer nach ihm benannt. Seit 1972 ist er überdies Namensgeber für die Gebirgsgruppe Spath Crest im ostantarktischen Coatsland und seit 1995 auch für die Spath-Halbinsel von Snow Hill Island im antarktischen Weddell-Meer.

## Schriften
- Catalogue of the fossil Cephalopoda in the British Museum (Natural History), Part IV: The Ammonoidea of the Trias, The Trustees of the British Museum 1934
- Catalogue of the fossil Cephalopoda in the British Museum (Natural History), Part V: The Ammonoidea of the Trias (II), The Trustees of the British Museum 1951
- A catalogue of the ammonites of the Liassic family Liparoceratidae in the British Museum (Natural History), British Museum 1938